# Miltochrista cruenia
Miltochrista cruenia är en fjärilsart som beskrevs av George Francis Hampson 1918. Miltochrista cruenia ingår i släktet Miltochrista och familjen björnspinnare. Inga underarter finns listade i Catalogue of Life.